# Леденьовський сільський округ
Леденьо́вський сільський округ (каз. Леденево ауылдық округі, рос. Леденёвский сельский округ) — адміністративна одиниця у складі Мамлютського району Північноказахстанської області Казахстану. Адміністративний центр — село Леденьово.
Населення — 578 осіб (2021; 792 у 2009, 1032 у 1999, 1158 у 1989).
Станом на 1989 рік існувала Леденьовська сільська рада (села Леденьово, Новоандрієвка) у складі Бішкульського району.

## Склад
До складу округу входять такі населені пункти:
| Населений пункт     | Старі назви | Населення, осіб (1989) | Населення, осіб (1999) | Населення, осіб (2009) | Населення, осіб (2021) |
| ------------------- | ----------- | ---------------------- | ---------------------- | ---------------------- | ---------------------- |
| Леденьово, село     | -           | 780                    | 772                    | 620                    | 520                    |
| Новоандрієвка, село | -           | 378                    | 260                    | 172                    | 58                     |